# Rhogeessa hussoni
Rhogeessa hussoni is een zoogdier uit de familie van de gladneuzen (Vespertilionidae). De wetenschappelijke naam van de soort werd voor het eerst geldig gepubliceerd door Genoways & Baker in 1996.

## Voorkomen
De soort komt voor in Suriname en Brazilië.